# Leucogenes
Leucogenes is een geslacht uit de composietenfamilie (Asteraceae). De soorten komen voor in Nieuw-Zeeland.

## Soorten
- Leucogenes grandiceps (Hook.f.) Beauverd
- Leucogenes leontopodium (Hook.f.) Beauverd
- Leucogenes neglecta Molloy
- Leucogenes tarahaoa Molloy